# Веселе (Комарська сільська громада)
Весе́ле — село Комарської сільської громади Волноваського району Донецької області, Україна.

## Загальні відомості
Село розташоване на лівому березі р. Мокрі Яли. Відстань до райцентру становить близько 16 км і проходить автошляхом місцевого значення.

## Населення
За даними перепису 2001 року населення села становило 307 осіб, із них 86,32 % зазначили рідною мову українську та 13,68 % — російську.

## Відомі люди
- Клименко Віктор Іванович — український художник.